# Lemuroidea
Lemuroidea é uma super-família de primatas estrepsirrinos do grupo dos lémures. Possui mais espécies do que a super-família Cheirogaleoidea e os lemuróideos estão distribuídos em 3 famílias, 9 gêneros e 38 espécies.

## Taxonomia
- Super-família Lemuroidea
  - Família Indridae
    - Gênero Avahi
    - Gênero Indri
    - Gênero Propithecus

  - Família Lemuridae
    - Gênero Eulemur
    - Gênero Hapalemur
    - Gênero Lemur
    - Gênero Prolemur
    - Gênero Varecia

  - Família Lepilemuridae
    - Gênero Lepilemur
    - Gênero Megaladapis (extinto)